# МиГ-15бис
МиГ-15бис (в названии модели — бис, то есть второй, по кодификации НАТО: Fagot, Фэ́гет — англ. Вязанка) — советский реактивный истребитель, разработанный отдельным конструкторским бюро (ОКБ) Микояна и Гуревича, развитие МиГ-15.

## История создания МиГ-15бис

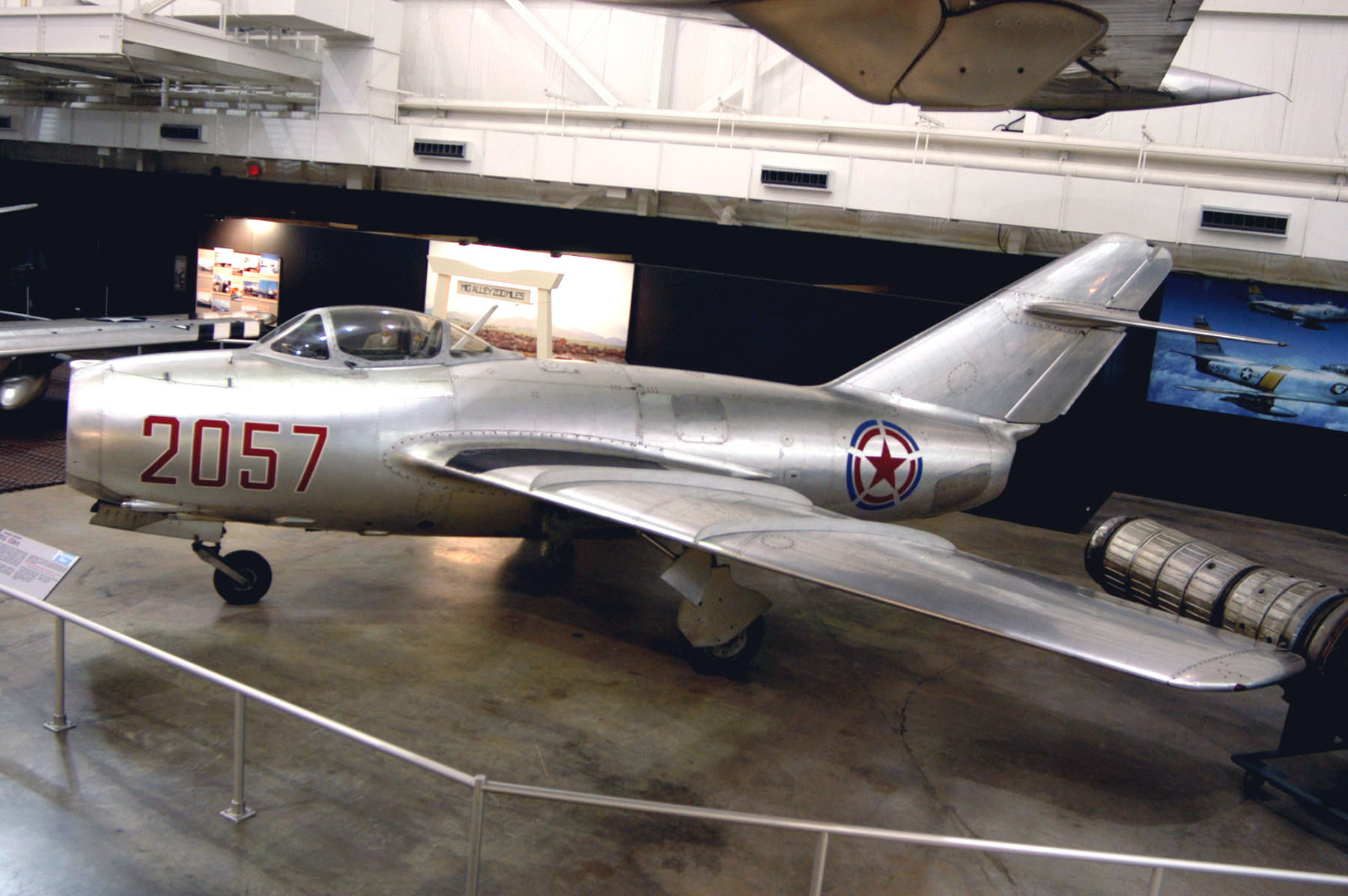
МиГ-15бис в американском музее. Самолёт имеет опознавательные знаки ВВС Северной Кореи.

### МиГ-15 «СЛ» и двигатель ВК-1
В 1946 году моторостроительное отдельное конструкторское бюро (ОКБ) В. Я. Климова занялось разработкой усовершенствованного варианта двигателя РД-45Ф, который являлся копией британского Нин II. Разработанный В. Я. Климовым турбореактивный двигатель (ТРД) ВК-1 при практически тех же габаритах и массе что и РД-45Ф, имел на 20% большую тягу. Заводские и государственные испытания двигателя были проведены на четырёх серийных МиГ-15, которые получили заводской шифр «СЛ». В начале 1949 года госиспытания двигателя были завершены, а 14 мая, постановлением Совета Министров СССР № 1887-697 двигатель ВК-1 со 100 часовым ресурсом был запущен в серийное производство.

### МиГ-15бис «СД»
В соответствии с приказом МАП № 386 от 20 мая 1949 года, ОКБ-155 поручалось модифицировать МиГ-15 под двигатель ВК-1. На государственные испытания самолёт должен был быть предъявлен летом 1949 года, однако из-за задержки с получением серийного МиГ-15 для модификации, на госиспытания самолёт был предъявлен только в начале осени.
МиГ-15 № 105015 оснащенный ТРД ВК-1 получил заводской шифр «СД». Хоть размеры РД-45Ф были и похожи, но из-за большего диаметра удлинительной трубы, пришлось незначительно изменить конструкцию хвостовой части. Так же была усилена конструкция крыла, а по задней кромке крыла была приклепана полоска «нож» шириной 40 мм (от «валежки»), на правом элероне такой же «нож» шириной 30 мм. На самолёте «СД» был установлен гидроусилитель БУ-1 в управлении элеронами, в носке левой консоли крыла. Компенсация рулей высоты была увеличена на 22%, носки рулей высоты и поворота были утолщены.
Ещё одним серьёзным изменением было новое вооружение, пушки НС-23КМ были заменены на НР-23, имевшие более высокую скорострельность. Установка этих пушек была отработана ещё на МиГ-15«СВ». Как и на поздних сериях МиГ-15, на истребителе «СД» стоял прицел АСП-3Н. На самолёт можно было подвешивать две бомбы по 50 или 100 килограмм или два 250 литровых подвесных топливных бака (ПТБ).
Заводские испытания истребителя «СД» прошли с 22 июля по 9 сентября 1949 года. После их завершения, самолёт был отправлен в ГК НИИ ВВС. Государственные испытания начались 14 сентября, но вскоре после начала испытаний выявилась склонность двигателя к помпажу и «зуду» — высокочастотной тряске, которые возникали на боевых режимах, на высоте более 8000 метров. Испытания прерывались трижды для установки нового двигателя и государственные испытания были успешно завершены только с четвёртым ВК-1, хотя выявленная проблема так и не была окончательно решена.
Постановлением Совета Министров СССР от 10 июня 1950 года был утверждён Акт по результатам госиспытаний и запуск истребителя в серию под обозначением МиГ-15бис.

### Истребитель сопровождения МиГ-15Сбис «СД-УПБ»
ВВС СССР требовался истребитель сопровождения для бомбардировщиков, в связи с этим, ОКБ-155 получило задание создать вариант МиГ-15бис с дальностью полёта не менее 2200 километров.
В ОКБ Микояна, для решения этой задачи доработали серийный МиГ-15бис № 53210114, усилив крыло и поставив более мощные держатели, благодаря чему истребитель мог нести два подвесных бака увеличенной ёмкости, по 600 литров каждый. Доработанный самолёт был обозначен «СД-УПБ». Из-за существенно возросшей взлётной массы было увеличено давление в пневматиках, а в связи с увеличившимся временем полёта, был добавлен дополнительный двухлитровый кислородный бак.
14 сентября 1950 года начались государственные испытания «СД-УПБ». С одной стороны конструкторы добились необходимой дальности для истребителя, с другой при полёте с подвесными баками существовал ряд ограничений для истребителя, и что самое главное максимально допустимая скорость с ПТБ ограничивалась 650 км/ч. Это не позволяло сопровождать бомбардировщики Ил-28 и Ту-14. После сброса баков, характеристики «СД-УПБ» не отличались от характеристик серийного МиГ-15бис.
В конце 1950 года, в ОКБ-155 была проведена доводка аэродинамической формы баков, что позволило повысить приборную скорость полёта до 820 км/ч. После некоторой доработки, в начале 1951 года, «СД-УПБ» был предъявлен в ГК НИИ ВВС на контрольные испытания. В новом виде истребитель удовлетворил ВВС, и приказом МАП № 849 от 1 сентября 1951 года, он был запущен в серийное производство под обозначением МиГ-15Сбис.

### Разведчик МиГ-15Рбис «СР-1»
Постановлением Совета Министров № 1706-663 от 25 апреля 1950 года и приказом МАП от 28 апреля, ОКБ-155 было получено разработать и предъявить в июле на государственные испытания истребитель МиГ-15бис оснащенный фотоаппаратом для плановой съёмки АФА-БА/40.
МиГ-15бис № 53210120 был переделан в вооружённый фоторазведчик, одна пушка НР-23 была снята, под кабиной пилота был установлен требуемый фотоаппарат. Кроме того ОКБ внесло ряд доработок в конструкцию гермокабины, изменена система наддува и система обогрева, установлен одностекольный фонарь и фильтр ГФ-1103, предотвращающий загрязнение воздуха кабины. Рабочее давление гидросистемы было снижено, для снижения износа агрегатов и шлангов. Самолёт получил обозначение «СР» и с небольшой задержкой, в середине августа он был передан в ГК НИИ ВВС.
Государственные испытания начались 15 августа, а завершились 16 сентября, с неудовлетворительными результатами. ВВС не устроили практически все изменения внесённые в самолёт, фотооборудование по их мнению было неудобно в эксплуатации и недостаточно эффективно, как и новая система наддува, а также фильтр. Запотевание и обмерзание на новом фонаре так и не были до конца устранены. Вместе с тем было отмечено что самолёт «СР» сохранил скоростные и маневренные характеристики МиГ-15бис, а также большую часть вооружения, что позволяло самолёту не только выполнять роль разведчика, но и успешно вести воздушный бой. Таким образом, боевой радиус «СР» при ведении 10 минутного воздушного боя и 10% резерве топлива составлял более 500 километров с использованием ПТБ.
В начале августа Совет Министров Союза ССР отметил неудовлетворительное обеспечение ВВС разведывательными самолётами, и под его давлением под обозначением МиГ-15Рбис, самолёт «СР» был принят на вооружение и запущен в серийное производство на заводе № 21 в Горьком.

## Варианты

### МиГ-15бис  «СЯ» с крылом повышенной жёсткости
После начала массового выпуска МиГ-15 и МиГ-15бис и их эксплуатации в войсках, в 1950 году проявила себя проблема «валёжки», впервые обнаруженная на «С-3» но всё ещё не до конца устранённая. «Валёжка» представляла собой непроизвольное кренение самолёта при больших приборных скоростях и числах Маха. Возникало это явление вследствие недостаточной жёсткости корневой части крыла, ослабленной нишей для шасси, при большом скоростном напоре крыло деформировалось, из-за чего подъёмная сила крыльев становилась разной, что в свою очередь и приводило к крену.
Для МиГ-15бис, проблема «валёжки» стояла более остро, чем для МиГ-15, так как МиГ-15бис оснащался более мощным двигателем и имел большую скорость, при этом крыло у самолётов было практически одинаковым. Первоначально с «валёжкой» боролись при помощи приклёпанных «ножей» к задней кромке крыла, однако их эффективность была явно недостаточной.
Для решения возникшей проблемы, на двух серийных МиГ-15бис (№№ 122040 и 122067) было усилено крыло за счёт введения фестонов под обшивку и усиления заднего стрингера крыла, что утяжелило крыло на 30 килограмм. Модернизированные машины получили шифр «СЯ-1» и «СЯ-2». В сентябре 1950 года эти два самолёта и ещё один МиГ-15бис имевший только «ножи» на старом крыле, были предъявлены в ГК НИИ ВВС на госиспытания. Государственные испытания прошли с 26 сентября по 9 октября 1950 года. По их результатам было установлено, что до конца преодолеть асимметричное деформирование не удалось. Максимальная скорость, на которой не возникал крен, увеличилась на 30 — 60 км/ч, однако ВВС требовали полного устранения проблемы.
На самолёте «СЯ-3» (серийный МиГ-15бис № 122058) было применено ещё более жёсткое крыло. Его усилили путём существенного утолщения обшивки и усилением каркаса крыла, в результате чего крыло «СЯ-3» потяжелело на 60 килограмм. Испытания в ГК НИИ ВВС проведённые с 11 по 28 ноября 1950 года показали что новое крыло предотвращает «валёжку» во всём диапазоне скоростей в пределах установленных ограничений по скоростному напору и числу М. В итоге, в конце 1950 года заводы выпускающие МиГ-15бис перешли на производство истребителей с крылом самолёта «СЯ-3».

### МиГ-15бис «СА» с системой слепой посадки ОСП-48
Ввиду необходимости иметь на вооружении истребители способные к полётам в любых метеоусловиях и в тёмное время суток, было решено начать работы по оснащению серийных МиГ-15бис системой слепой посадки. Постановлением Совета Министров СССР от 16 января 1950 года и приказом МАП от 24 января ОКБ Микояна получило задание оборудовать два серийных МиГ-15 для круглосуточного использования.
Самолёты получившие заводской шифр «СА-1» и «СА-2» были оборудованы системой слепой посадки ОСП-48 включавшей в себя следующие приборы:
- Автоматический радиокомпас АРК-5 «Амур».
- Маркерный радиоприёмник МРП-48 «Дятел»
- Радиовысотомер малых высот РВ-2 «Кристалл»
- Гиромагнитный компас ЭДГМК-3 с датчиком дистанционного компаса ПДК-48

Кроме того на самолёте были установлены ответчик системы распознавания СРО-1 «Барий-М» и ультракоротковолновая радиостанция РСИУ-3. В связи с увеличившейся номенклатурой оборудования потребовалась значительная перекомпоновка самолёта, а также доработка приборной панели, для размещения на ней дополнительных приборов.
Так же самолёты серии «СА» получили более мощные двигатели ВК-1. Для размещения этих двигателей они были переоборудованы аналогично самолётам серии «СЛ», использованным для отработки этих двигателей, но с некоторыми усовершенствованиями. Впоследствии технические решения, примененные при установке ТРД ВК-1 на МиГ-15, были использованы в конструкции истребителя МиГ-15бис.
Заводские испытания «СА-1» прошли с 4 февраля по 10 марта, а госиспытания 29-31 марта и 6-19 апреля 1950 года. Перерыв в государственных испытаниях был обусловлен необходимостью проведения регламентных работ на двигателе и замене его удлинительной трубы. За время испытаний было проведено 24 полёта, в том числе 3 ночных. По результатам испытаний была отмечена удовлетворительная работа системы, однако требовалось доработать приборную панель, а также более оптимально разместить оборудование во внутренних объёмах самолёта и внешние антенны системы ОСП-48. Кроме этого был найден ряд менее значительных недостатков, таких как недостаточный аварийный запас электроэнергии, ненадёжная работа датчика компаса и т. п.
Доработка МиГ-15бис с системой ОСП-48 была завершена на самолётах «СА-3» и «СА-4», основным отличием этих самолётов от предшественников и друг от друга была компоновка оборудования. В итоге, для ускорения работ по соглашению с ВВС, в вариант «СА-3» было переоборудовано 15 строевых истребителей для проведения войсковых испытаний, а «СА-4» в итоге стал эталонным истребителем для производства МиГ-15бис с системой ОСП-48.

### Перехватчик МиГ-15Пбис «СП-1»
В декабре 1948 года ОКБ Микояна получило задание создать всепогодный перехватчик на базе МиГ-15 с РЛС «Торий-А», которая в это время разрабатывалась в НИИ-17. К переоборудованию планировался один из первых пяти серийных МиГ-15 выпущенных в конце 1948 года, а предъявить его на государственные испытания надлежало в июле 1949 года. В начале 1949 года на опытном заводе ОКБ Микояна, начались работы по перехватчику, самолёт получил заводской шифр «СП-1». В конструкцию МиГ-15 были внесены следующие изменения связанные с установкой РЛС:
- Над воздухозаборником был размещён радиопрозрачный обтекатель РЛС.
- Изменены обводы носовой части фюзеляжа, для размещения РЛС.
- Изменена форма козырька фонаря.
- Сняты обе пушки НС-23КМ, для освобождения необходимого РЛС пространства в носовой части.
- Боекомплект пушки Н-37 был увеличен до 60 снарядов.
- Из-за перекомпоновки вооружения, была изменена конструкция передней стойки шасси.
- Ввиду возросшего потребления энергии, на «СП-1» был установлен более мощный генератор ГСК-6000.

Кроме этого, на перехватчик был установлен опытный двигатель ВК-1, в связи с чем пришлось несколько изменить конструкцию хвостовой части фюзеляжа. Увеличена площадь и изменена форма тормозных щитков. Был увеличен угол поперечного V крыла, а в системе управления элеронами был установлен бустер Б-7. Состав оборудования включал систему слепой посадки ОСП-48, радиостанцию РСИУ-3 и коллиматорный прицел ПКИ-1.
23 апреля 1949 года начались заводские испытания, которые провели лётчики-испытатели А. Н. Чернобуров и Г. А. Седов. Из-за задержек связанных с доводкой РЛС «Торий-А» заводские испытания затянулись и закончились только 20 января 1950 года. 31 января, «СП-1» был передан в ГК НИИ ВВС для государственных испытаний, завершившихся 20 мая. На перехватчике «СП-1» в различных метеоусловиях летали лётчики-испытатели Супрун, Калачев, Пикуленко, Благовещенский, Антипов, Дзюба и Иванов. Мишенями для имитации перехвата выступали бомбардировщики Ту-4 и Ил-28.
Самолёт в отличие от РЛС нареканий не вызывал, лётные данные, несмотря на некоторое их снижение связанное с выросшим весом самолёта и ухудшившейся аэродинамикой носовой части, оставались на достаточно высоком уровне и были близки к лётным данным МиГ-15бис. Сама же РЛС «Торий-А» подверглась критике:
- Частые отказы при падении оборотов двигателя ниже 7600-8000 об/мин.
- Нарушение регулировки РЛС при стрельбе в воздухе.
- Неудобство управления станцией из-за ручного сопровождения цели.

В итоге разработка перехватчика МиГ-15 с РЛС «Торий» закончилась выпуском малой серии из пяти перехватчиков под обозначением МиГ-15Пбис.

## Тактико-технические характеристики
Приведены данные выпущенного заводом № 155 в 1949 году МиГ-15бис сер. № 105015 с двигателем № 94-291.
Источник данных: Gordon, 2001, pp. 121, 114-116; Арсеньев, Крылов, 1999, стр. 78.

Технические характеристики
- Экипаж: 1 пилот
- Длина: 10,11 м
- Размах крыла: 10,08 м
- Высота: 3,7 м
- Площадь крыла: 20,6 м²
- Угол стреловидности по передней кромке: 37°
- Коэффициент удлинения крыла: 4,85
- Коэффициент сужения крыла: 1,61
- Профиль крыла: ЦАГИ С-10C у корня крыла, ЦАГИ СР-3 - законцовки
- Средняя аэродинамическая хорда: 2,12 м
- База шасси: 3,475 м
- Колея шасси: 3,81 м
- Масса пустого: 3582 кг
- Нормальная взлётная масса: 4960 кг
- Объём топливных баков: 1400 л (+ 2 × 250 л или 300 л или 400 л или 600 л ПТБ)
- Силовая установка: 1 × ТРД ВК-1
- Тяга: 1 × 2700 кгс (26,5 кН)

Лётные характеристики
- Максимальная скорость:  
  - у земли: 1076 км/ч
  - на высоте 5000 м: 1045 км/ч
  - на высоте 10000 м: 987 км/ч
- Скорость отрыва: 227 км/ч
- Посадочная скорость: 170 км/ч
- Практическая дальность: 1200 км / 1976 км с ПТБ
- Практический потолок: 15 500 м
- Скороподъёмность:  
  - у земли: 50,0 м/с
  - на высоте 5000 м: 35,2 м/с
  - на высоте 10000 м: 20,8 м/с
- Время набора высоты:
  - 5000 м за 1,95 мин
  - 10000 м за 4,9 мин
- Время / радиус виража:
  - на высоте 2000 м: 20,7 с / 460 м
  - на высоте 5000 м: 34,0 с / 845 м
  - на высоте 10000 м: 63,7 с / 1840 м
- Набор высоты за разворот:
  - на высоте 5000 м: 3090 м
  - на высоте 11400 м: 1450 м
- Нагрузка на крыло: 240,8 кг/м²
- Тяговооружённость: 0,544
- Длина разбега: 475 м
- Длина пробега: 670 м

Вооружение
- Стрелково-пушечное:  
  - 1 × 37 мм пушка Н-37 с 40 патр.
  - 2 × 23 мм пушки НР-23 с 80 патр. на ствол
- Точки подвески: 2
- Бомбы: 2 × 50 кг или 100 кг